# Warrap (estat)
Warrap, a vegades Warab és un dels deu estats del Sudan del Sud. Està situat a la regió de Bahr al-Ghazal i té al nord el territori en litigi d'Abyei, a l'est l'estat Unitat a la regió del Gran Nil Superior, a l'oest els estats de Bahr al-Ghazal Septentrional i Bahr al-Ghazal Occidental, i al sud l'estat dels Llacs. La superfície és de 31,027 km² i la capital és Kuajok tot i que abans ho fou Warrap que li va donar nom. Està dividit en comtats, que són:
- Gogrial East
- Gogrial West
- Tonj South
- Tonj North
- Tonj East
- Twic

Les principals ètnies de l'estat són els twics, jurs chols, bongos i reks, del grup ètnic nilòtic. El twics i els reks són part de la nació dinka. Les principals ciutats són Gogrial, Kuajok, Tonj, Thiet, Turalei, Akuon i Panliet. Entre les personalitats del país hi ha el president Salva Kiir Mayaardit. L'estat va adoptar una constitució el 2008 que segueix vigent i va celebrar eleccions per escollir al governador (Nyandeng Malek Deliech) i l'assemblea. La religió dominant és el cristianisme, amb catòlics, evangèlics, protestants i altres; alguns conserven les pràctiques animistes.

## Governadors
- Arop Achur Akol 1994-2000
- Moses Machar 2000-2002
- Bona But Deng 2002-2005
- John Kong (interí) 18 de juliol de 2005 - 30 de juliol de 2005
- Luis Ani Madut Kondit (Lewis Anei Kuendit) 2005 - 2006
- Anthony Bol Madut 2006-2008
- Tor Deng Mawien 2008-2010
- Salva Mathok Gengdit 24 de febrer de 2010 - 25 de maig de 2010
- Sra. Nyandeng Malek Deliech 2010 -

## Bandera
El 1994 quan els estats (abans regions) es van subdividir, els resultants, com Warrap, van adoptar bandera blanca amb l'emblema de l'estat dins un cercle, generalment del mateix color abans utilitzat per la regió (en aquest cas verd). L'au de Warrap està posicionada correctament mirant al pal, i en vol. Sota el cercle hi ha el nom de l'estat.